# 广东艺术职业学院
广东艺术职业学院，是一所公办全日制专科艺术院校，前身为1958年建校的广东粤剧学校和1959年建校的广东舞蹈学校，2012年经广东省人民政府合并建立广东舞蹈戏剧职业学院，2024年更为现名。

## 院系设置
- 戏剧系
- 舞蹈系
- 音乐系
- 艺术设计制作系
- 社会文化系
- 文化创意系
- 基础教育部
- 继续教育培训部